# Aegomorphus juno
Aegomorphus juno es una especie de escarabajo longicornio del género Aegomorphus,  subfamilia Lamiinae. Fue descrita científicamente por Fisher en 1938.
Se distribuye por Argentina, Brasil y Paraguay. Mide 18-30 milímetros de longitud.